# Ulises Saucedo
Ulises Saucedo, född den 3 mars 1896 och död den 21 november 1963, var en boliviansk fotbollstränare och fotbollsdomare. Han är mest känd för att han deltog i VM 1930 som både tränare för det bolivianska landslaget och som domare.
Han dömde en match som huvuddomare i VM 1930 i Uruguay. Det var matchen mellan Argentina och Mexiko. Den matchen är främst känd för att Saucedo dömde ut hela tre straffar under matchen och där Mexikos Manuel Rosas satte en av dem och därmed blev den första i VM:s historia att sätta en straff.
Det gick inte lika bra för Saucedo som tränare under VM. Hans Bolivia förlorade båda sina gruppspelsmatcher mot Jugoslavien och Brasilien med 4-0.